# Deutsche Rentenversicherung Oldenburg-Bremen
Die Deutsche Rentenversicherung Oldenburg-Bremen ist ein Regionalträger der Deutschen Rentenversicherung. Der Hauptsitz der Verwaltung ist in Oldenburg, eine Geschäftsstelle in Bremen.

## Geschichte
Gegründet wurde die Deutsche Rentenversicherung Oldenburg-Bremen am 8. August 1890 als „Versicherungsanstalt Oldenburg“ und im Jahre 1939 durch die Zuordnung des Landes Bremen in „Landesversicherungsanstalt Oldenburg-Bremen“ umbenannt. Durch das Gesetz zur Organisationsreform in der gesetzlichen Rentenversicherung trägt sie seit dem 1. Oktober 2005 die heutige Bezeichnung.

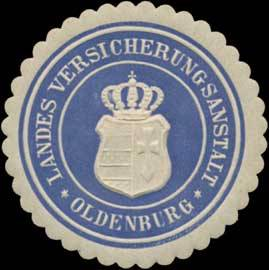
Siegelmarke der LVA Oldenburg

## Leistungsspektrum
Die Deutsche Rentenversicherung Oldenburg-Bremen hat als Hauptaufgabe die finanzielle Absicherung der Versicherten bei Erwerbsminderung und im Alter, zusätzlich werden Witwen- und Waisenrenten geführt. Insgesamt betreut die Deutsche Rentenversicherung Oldenburg-Bremen mehr als 900.000 Rentner und Versicherte im ehemaligen Verwaltungsbezirk Oldenburg, im Landkreis Wittmund und in der Freien Hansestadt Bremen. Weiterhin ist die Deutsche Rentenversicherung Oldenburg-Bremen die Verbindungsstelle aller Regionalträger der Deutschen Rentenversicherung für Australien.
Die Deutsche Rentenversicherung Oldenburg-Bremen hat sechs Auskunfts- und Beratungsstellen in Oldenburg, Bremen (2×), Bremerhaven (gemeinsam mit der Deutschen Rentenversicherung Braunschweig-Hannover), Vechta und Wilhelmshaven. Zusätzlich bietet die Deutsche Rentenversicherung Oldenburg-Bremen regelmäßig Sprechtage in fünf weiteren Orten an. Ergänzt werden die hauptamtlichen Beratungsangebote durch aktuell 45 ehrenamtliche Versichertenälteste.
Die zweite große Aufgabe der Deutschen Rentenversicherung Oldenburg-Bremen ist die Rehabilitation. Die DRV Oldenburg-Bremen investiert jährlich über 87 Millionen Euro in die medizinische und berufliche Rehabilitationen.
Die Deutsche Rentenversicherung Oldenburg-Bremen betreibt drei Rehabilitationskliniken, die auf unterschiedliche medizinische Indikationen spezialisiert sind:
- die Montanus-Klinik Bad Schwalbach (Fachklinik für Krankheiten des Skelettes, der Muskeln und des Bindegewebes)
- die Marbachtalklinik Bad Kissingen (Fachklinik für Psychosomatik mit internistisch-diabetologischer Fachabteilung)
- die Rheumaklinik Bad Wildungen (Fachklinik für Rheuma, Osteoporose und Schmerztherapie)

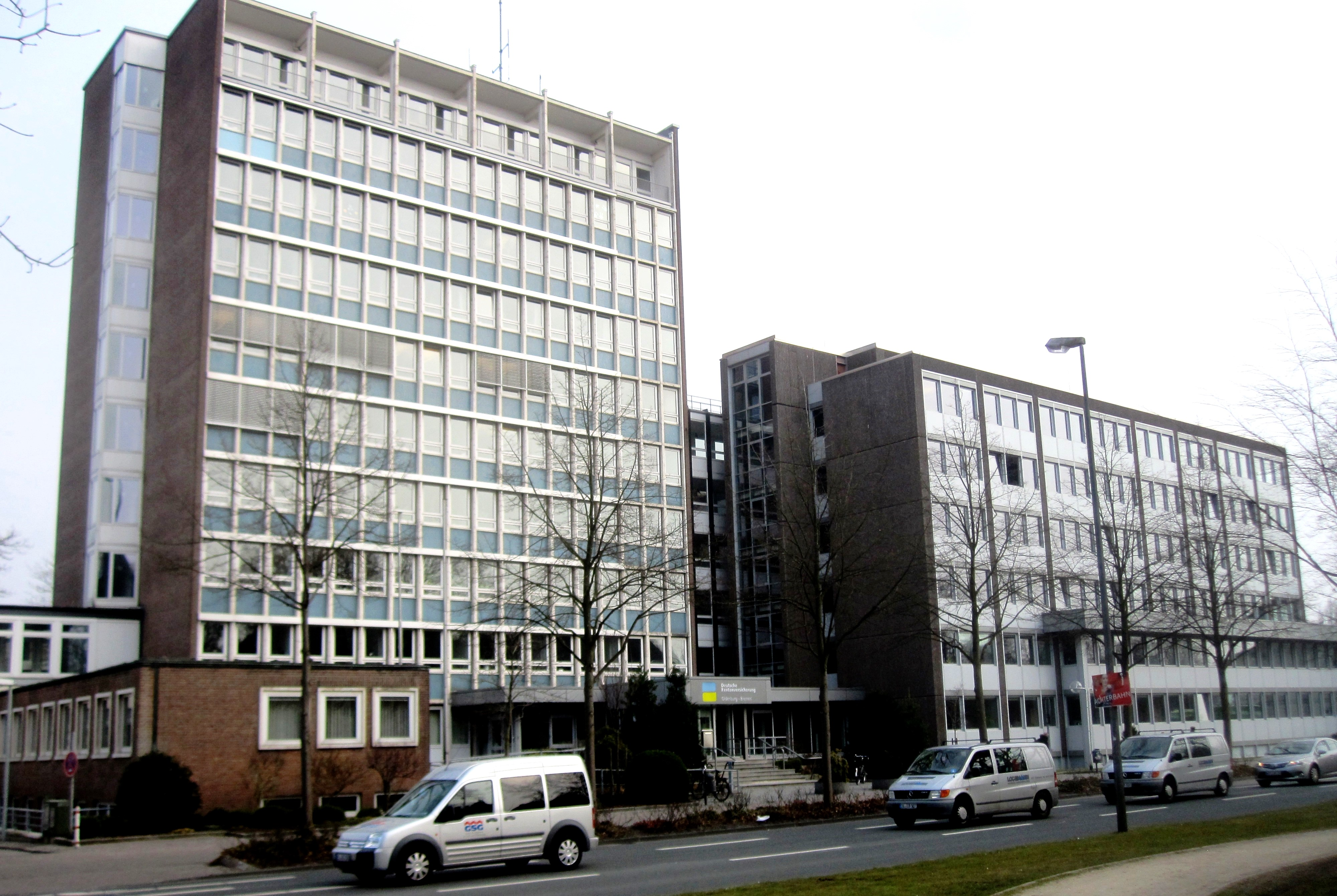
Deutsche Rentenversicherung Oldenburg-Bremen in Oldenburg

## Stiftungsvertrag
Die Deutsche Rentenversicherung Oldenburg-Bremen kooperiert auf dem Gebiet der Rehabilitationswissenschaften mit der Carl von Ossietzky Universität Oldenburg und fördert eine wissenschaftliche Nachwuchsgruppe.